# Peter Lanzani
Juan Pedro Lanzani (Belgrano, Buenos Aires; 24 d'agost de 1990), conegut com a Peter Lanzani, és un actor, cantant i conductor argentí.
Es va llançar a la fama després de la seva participació en la tira juvenil Casi ángeles produïda per Cris Morena. Alguns dels seus treballs més destacats com a actor van ser en les pel·lícules El Clan i El Ángel.

## Primers anys
Juan Pedro Lanzani va néixer el 24 d'agost de 1990 en el barri Belgrano de Buenos Aires. Va realitzar els seus estudis a l'escola Belgrano Day School i en l'Institut Anunciación de María. Lanzani jugava al rugbi durant la infància, igual que el seu pare i germans. Va formar part de l'equip de l’ Asociación Alumni, encara que va abandonar la pràctica habitual d'aquest esport degut a les seves activitats artístiques.

## Carrera
Abans de l'actuació, va ser model infantil de la línia de roba Mimo & Co, fins que als quinze anys va fer el seu debut com a actor en la televisió interpretant a Nicolás "Tábano" Ramírez en la telenovel·la infantil Chiquititas sin fin (2006) de la productora Cris Morena, transmesa per Telefe. La telenovel·la també va ser portada al teatre amb funcions en el Teatro Gran Rex, sota la direcció general de Cris Morena. També es va gravar un disc amb les cançons de la telenovel·la.
De 2007 a 2010, va interpretar a Thiago Bedoya Agüero en la telenovel·la juvenil Casi ángeles, produïda novament per Cris Morena i protagonitzada per Emilia Attias, Nicolás Vázquez i Mariano Torre al costat d'un elenc juvenil encapçalat pels Teen Angels: Lali Espósito, China Suárez, Nicolás Riera, Gastón Dalmau i ell mateix. La telenovel·la es va emetre durant les seves quatre temporades per la cadena Telefe, va tenir quatre temporades teatrals en el Teatre Gran Rex i diversos discos, que van llançar a la fama als seus protagonistes.
El 2011 va participar en la comèdia de Telefe Cuando me sonreís, exercint el paper de Germán O'Toole, un personatge antagònic que competia amb el protagonista, Facundo Arana, per l'amor del personatge interpretat per Julieta Díaz.
En 2012, va interpretar a Eliseo Lacroix, net de la protagonista —Mirtha Legrand—, en la sèrie de televisió La dueña de Telefe. A més, al juny de 2012 va realitzar una participació especial en la telenovel·la de Telefe Dulce amor, al costat dels Teen Angels els qui van representar a una banda de ficció dins de la trama, on Lanzani va interpretar a Fede.
El 2013 es va estrenar la pel·lícula documental Teen Angels: el adiós 3D, que mostra l'últim concert del grup juvenil Teen Angels, del qual va formar part Lanzani, així com opinions exclusives dels seus protagonistes sobre els anys viscuts amb el grup. La pel·lícula va funcionar com a tancament i comiat d'aquesta etapa.
En 2013 i 2014, va interpretar a Noah García Iturbe en la sèrie juvenil produïda per Cris Morena, Telefe i Fox, Aliados, durant dues temporades. La sèrie va comptar a més amb dues temporades teatrals al Teatro Gran Rex, i amb dos àlbums amb les cançons de la sèrie.
En 2014 a més va tenir una aparició en la telenovel·la Señores papis de Telefe, on va interpretar a Martín Frenkel, galant del personatge de Laura Novoa.
Paral·lelament al seu paper a Aliados, va incursionar en el teatre on va participar de diversos espectacles. En 2013 va protagonitzar l'obra Camila, nuestra historia de amor (2013) amb Natalie Pérez a Teatro Lola Membrives, sota la direcció de Fabián Núñez. L'obra està basada en la història real sobre la relació clandestina entre Camila O'Gorman i Ladislao Gutiérrez. Mentre que el 2014 participava com a invitat a El Club del Hit al Teatro Tabarís, on trenta artistes de l'escena teatral local realitzen un recorregut pels èxits més populars d'artistes de renom. També va participar a l’espectacle Fuerza Bruta com a "el corredor" al Centro Cultural Recoleta, va formar part de l’elenc de Casi normales amb el paper d'Henry al Teatro Tabarís, després d'haver aparegut com a convidat, i va participar a l’espectacle Señores y señores del musical al Teatro Gran Rex, on exponents masculins del teatre musical local van cantar cançons dels musicals més cèlebres.
En 2015, va debutar en cinema en la pel·lícula El Clan dirigida per Pablo Trapero, basada en els crims comesos per la família Puccio. Allí Lanzani va interpretar el paper de Alejandro Puccio, mentre que Guillermo Francella va interpretar al seu pare, Arquimedes Puccio. l mateix any, va produir i va protagonitzar la peça teatral dramàtica Equus de Peter Shaffer, presentada en El Galpón de Guevara sota la direcció de Carlos Sorín. L'espectacle es va estendre fins a principis de 2016 amb temporada al Teatre Auditorium de Mar del Plata.
En 2016 va ser part de la telenovel·la de Telefe La leona, on va interpretar a Brian Miller Liberman. A més des de 2016 fins a 2018 va assumir un nou rol com co-conductor al costat del productor audiovisual Mariano Hueter en el cicle d'entrevistes Dac Ficciones cortas, on es presentaven curtmetratges del país i del món, i es realitzaven entrevistes a actors, cineastes i personalitats del cinema local. El cicle s'emetia pels canals de televisió Canal (á) i CINE.AR, i també podia veure's via streaming per la plataforma CINE.AR Play.
Entre 2017 i 2018 va protagonitzar la sèrie Un gallo para Esculapio, coproducció entre Telefe i TNT on va interpretar a Nelson Segovia, durant dues temporades. En la segona temporada a més va codirigir un capítol.
El 2017 a més va estrenar tres pel·lícules, Hipersomnia dirigida per Gabriel Grieco, on va tenir una participació especial com Rino, Sólo se vive una vez irigida per Federico Cueva on va tenir el paper protagonista de Leonardo Andrade, i Los últimos dirigida per Nicolás Puenzo, fill del cineasta Luis Puenzo. Allí va tenir el paper protagonista, Pedro. El 2017 també va tenir un cameo a la sèrie web de la UN3TV, Emilia envidia.
El mateix any va protagonitzar l’obra El emperador Gynt de Henrik Ibsen, interpretant al personaje principal Pedro Gynt, al Centro Cultural General San Martín, sota la direcció de Julio Panno. L'espectacle es va estendre fins a principis de 2018 amb temporada al Teatro Auditorium de Mar del Plata.
El 2018 forma part del film El Ángel, dirigida per Luis Ortega, basada en la historia real del asesino serial Carlos Robledo Puch, donde interpretó a Miguel Prieto, basada en la història real de l'assassí serial Carlos Robledo Puch, on va interpretar a Miguel Prieto, un dels sequaços de Robledo Puch. Aquest mateix any a més va protagonitzar l'obra de teatre Matadero al Teatro Metropolitan Sura, dirigida pel coreògraf francès Redha Benteifour. L'espectacle es va estendre fins a principis de 2019 amb temporada al Teatre Auditorium de Mar del Plata. En 2018 a més va escriure Permetum al costat de Guido Pietranera, una obra de 15 minuts presentada al microteatre. El mateix any va participar de l'espectacle i disc en viu ViveRo, noche de sueños, al Teatro Gran Rex, organitzat per Cris Morena en homenatge a la seva filla morta, l'actriu Romina Yan, on Lanzani va interpretar algunes cançons de Casi ángeles jamb els seus ex companys de reartiment.
El 2019 va protagonitzar la pel·lícula 4x4 dirigida per Mariano Cohn on interpretava a Ciro.
El 2021 va formar part del repartiment de la sèrie de Netflix, El reino, on interpretava a Tadeo Vázquez Pena, un jove evangelista, i també del repartiment de la sèrie d'Amazon Prime Video, Maradona, sueño bendito sobre la vida de Diego Maradona, on interpretava a Jorge Cyterszpiler, el primer representant del futbolista.

## Carrera musical

### Teen Angels

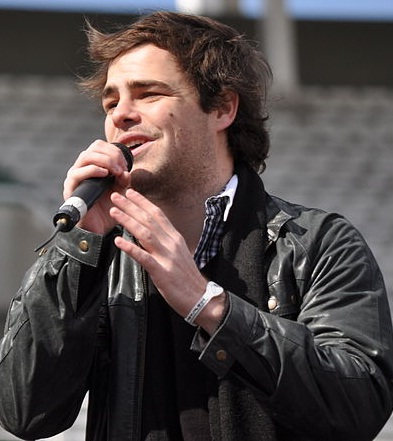
Peter Lanzani cantant amb Teen Angels el 2011

En 2007, Lanzani va integrar la banda pop adolescent Teen Angels, despreniment de la sèrie de televisió Casi ángeles. Els primers dos discos del grup, Teen Angels i Teen Angels 2, van aconseguir la certificació com disc de platí i el tercer, Teen Angels 3, va ser el cinquè disc més venut a l'Argentina en 2009. El grup es va presentar en repetides ocasions al Teatro Gran Rex de Buenos Aires i va realitzar gires per l'Argentina, Espanya, Israel i gran part de Llatinoamèrica.
Al juliol de 2012, el grup es va presentar per última vegada en una sèrie de funcions denominades "Teen Angels en el Gran Rex 2012: el adiós", que van formar part del seu gira de comiat, "Tour Teen Angels 2012".

## Treballs

### Televisió
| Any       | Títol                   | Personatge / Rol         |
| --------- | ----------------------- | ------------------------ |
| 2006      | Chiquititas sin fin     | Nicolás "Tábano" Ramírez |
| 2007-2010 | Casi ángeles            | Thiago Bedoya Agüero     |
| 2011      | Cuando me sonreís       | Germán O´Toole           |
| 2012      | La dueña                | Eliseo Lacroix           |
| 2012      | Dulce amor              | Federico "Fede"          |
| 2013-2014 | Aliados                 | Noah García Iturbe       |
| 2014      | Señores papis           | Martín Frenkel           |
| 2016      | La leona                | Brian Miller             |
| 2016-2018 | Dac Ficciones cortas    | Co-conductor             |
| 2017-2018 | Un gallo para Esculapio | Nelson Segovia           |
| 2021      | El reino                | Tadeo Vázquez Pena       |
| 2021      | Maradona, sueño bendito | Jorge Cyterszpiler       |

### Cinema
| Any  | Títol                    | Personatge / Rol | Director            |
| ---- | ------------------------ | ---------------- | ------------------- |
| 2013 | Teen Angels: el adiós 3D | Ell mateix       | Juan Manuel Jiménez |
| 2015 | El Clan                  | Alejandro Puccio | Pablo Trapero       |
| 2017 | Hipersomnia              | Rino             | Gabriel Grieco      |
| 2017 | Sólo se vive una vez     | Leonardo Andrade | Federico Cueva      |
| 2017 | Los últimos              | Pedro            | Nicolás Puenzo      |
| 2018 | El Ángel                 | Miguel Prieto    | Luis Ortega         |
| 2019 | 4x4                      | Ciro             | Mariano Cohn        |

### Sèries web
| Any  | Títol          | Personatge / Rol |
| ---- | -------------- | ---------------- |
| 2017 | Emilia envidia | Ell mateix       |

### Teatre
| Any         | Títol                            | Personatge / Rol         | Teatre                                                 |
| ----------- | -------------------------------- | ------------------------ | ------------------------------------------------------ |
| 2006        | Chiquititas sin fin              | Nicolás "Tábano" Ramírez | Teatro Gran Rex                                        |
| 2007 - 2010 | Casi ángeles                     | Thiago Bedoya Agüero     | Teatro Gran Rex                                        |
| 2011 - 2012 | Teen Angels                      | Ell mateix               | Teatro Gran Rex                                        |
| 2013        | Camila, nuestra historia de amor | Ladislao Gutiérrez       | Teatro Lola Membrives                                  |
| 2013-2014   | Aliados                          | Noah García Iturbe       | Teatro Gran Rex                                        |
| 2014        | El club del hit                  | Ell mateix               | Teatro Tabarís                                         |
| 2014        | Fuerza Bruta                     | El corredor              | Centro Cultural Recoleta                               |
| 2014        | Casi Normales                    | Henry                    | Teatro Tabarís                                         |
| 2014        | Señores y señores del musical    | Ell mateix               | Teatro Gran Rex                                        |
| 2015-2016   | Equus                            | Alan Strang              | El Galpón De Guevara / Teatro Auditorium               |
| 2017-2018   | El emperador Gynt                | Pedro Gynt               | Centro Cultural General San Martín / Teatro Auditorium |
| 2018        | Permetum                         | Co-dramaturg             | Microteatro                                            |
| 2018        | ViveRo, noche de sueños          | Ell mateix               | Teatro Gran Rex                                        |
| 2018-2019   | Matadero                         | Ell mateix               | Teatro Metropolitan Sura / Teatro Auditorium           |

## Discografia
| Any  | Títol                                      |
| ---- | ------------------------------------------ |
| 2006 | Chiquititas sin fin                        |
| 2007 | TeenAngels I                               |
| 2008 | TeenAngels II                              |
| 2008 | Casi Ángeles en vivo: Teatro Gran Rex 2008 |
| 2009 | TeenAngels III                             |
| 2009 | Casi Ángeles en vivo: Teatro Gran Rex 2009 |
| 2010 | TeenAngels IV                              |
| 2010 | Teen Angels en vivo en Israel              |
| 2010 | Teen Angels: La Historia                   |
| 2011 | TeenAngels V                               |
| 2012 | Teen Angels: La Despedida                  |
| 2013 | Aliados                                    |
| 2014 | Aliados Versión Extendida                  |
| 2018 | ViveRo, noche de sueños (álbum en vivo)    |

## Premis i nominacions
| Any  | Premi                                     | Categoria                                               | Treball nominat                 | Resultat  | Ref.   |
| ---- | ----------------------------------------- | ------------------------------------------------------- | ------------------------------- | --------- | ------ |
| 2011 | Los Más Clickeados                        | Los más clickeados del año                              | Famosos amb més ràting de l’any | Guanyador | [ 58 ] |
| 2013 | Los Más Clickeados                        | Los más clickeados del año                              | Famosos amb més ràting de l’any | Guanyador | [ 59 ] |
| 2013 | Nickelodeon Kids' Choice Awards Argentina | Actor de TV favorit                                     | Aliados                         | Guanyador | [ 60 ] |
| 2014 | Premis Martín Fierro                      | Intèrpret de cortina musical                            | Aliados                         | Nominat   | [ 61 ] |
| 2014 | Nickelodeon Kids' Choice Awards Argentina | Actor favorit                                           | Aliados                         | Guanyador | [ 62 ] |
| 2015 | Nickelodeon Kids' Choice Awards Argentina | Bombón                                                  | Ell mateix                      | Nominat   | [ 63 ] |
| 2015 | Los Más Clickeados                        | Los más clickeados del año                              | Famosos amb més ràting de l'any | Guanyador | [ 64 ] |
| 2015 | Premis Sur                                | Millor actor                                            | El Clan                         | Nominat   | [ 65 ] |
| 2015 | Premis Sur                                | Millor actor revelació                                  | El Clan                         | Guanyador | [ 66 ] |
| 2016 | Premis Cóndor de Plata                    | Revelació masculina                                     | El Clan                         | Guanyador | [ 67 ] |
| 2016 | Premis María Guerrero                     | Millor actor revelació                                  | Equus                           | Guanyador | [ 68 ] |
| 2016 | Premis Florencio Sánchez                  | Revelació                                               | Equus                           | Guanyador | [ 69 ] |
| 2016 | Premis Trinidad Guevara                   | Revelació                                               | Equus                           | Guanyador | [ 70 ] |
| 2016 | Premis ACE                                | Revelació masculina                                     | Equus                           | Guanyador | [ 71 ] |
| 2017 | Premis Tato                               | Actor protagonista unitari                              | Un gallo para Esculapio         | Guanyador | [ 72 ] |
| 2018 | Premis Martín Fierro                      | Millor actor protagonista en unitari i/o minisèrie      | Un gallo para Esculapio         | Nominat   | [ 73 ] |
| 2018 | Premis Platino                            | Millor interpretació masculina en minisèrie o telesèrie | Un gallo para Esculapio         | Nominat   | [ 74 ] |
| 2018 | Los Más Clickeados                        | Los más Clickeados del año                              | Famosos amb més ràting de l'any | Guanyador | [ 75 ] |
| 2019 | Premis VOS                                | Millor dupla en escena (amb Germán Cabanas)             | Matadero                        | Nominat   | [ 76 ] |
| 2020 | Premis Sur                                | Millor actor protagonista                               | 4x4                             | Nominat   | [ 77 ] |
| 2020 | Premis Konex                              | Millor actor de televisió                               | Període 2010-2020               | Guanyador | [ 78 ] |